# باتي بيرغ
باتي بيرغ (بالإنجليزية: Patty Berg)‏ هي لاعبة غولف وضابطة أمريكية، ولدت في 13 فبراير 1918 في منيابولس في الولايات المتحدة، وتوفيت في 10 سبتمبر 2006 في فورت مايرز في الولايات المتحدة بسبب مرض آلزهايمر.

## وصلات خارجية
- باتي بيرغ على موقع رابطة لاعبات الغولف المحترفات (الإنجليزية)
- باتي بيرغ على موقع قاعة فلوريدا للمشاهير الرياضية (الإنجليزية)
- باتي بيرغ على موقع الموسوعة البريطانية (الإنجليزية)
- باتي بيرغ على موقع إن إن دي بي (الإنجليزية)